# Le Royaume magique de Landover
Le Royaume magique de Landover (titre original : Magic Kingdom of Landover) est un cycle de six romans fantastiques écrit par Terry Brooks. 
La série met en scène Ben Holiday, un avocat de Chicago devenu roi du pays fantastique de Landover.

## Résumé
Landover met en scène les aventures de Ben Holiday, un avocat de Chicago devenu dépressif, à la suite de la mort accidentelle de sa femme Annie. Il découvre un jour dans un catalogue qu'un royaume magique est à vendre pour un million de dollars. Après l'avoir acheté, et bien que toujours sceptique, Ben se rend en Virginie pour emprunter le passage qui doit le mener à Landover. Là il est surpris de voir que le royaume est bien réel. Il l'est encore plus quand il découvre sa nouvelle propriété tombe en ruine, que les barons font ce qu'ils veulent et qu'un dragon, une sorcière et un démon en ont après lui... Il découvre qu'en fin de compte, ce n'est pas si facile d'être roi...

## Livres
1. Royaume magique à vendre !, 1994 ((en) Magic Kingdom for Sale -- SOLD!, 1986)
2. La Licorne noire, 1995 ((en) The Black Unicorn, 1987)
3. Le Sceptre et le Sort, 1996 ((en) Wizard at Large, 1988)
4. La Boîte à malice, 1997 ((en) The Tangle Box, 1994)
5. Le Brouet des sorcières, 2003 ((en) Witches' Brew, 1995)
6. Princesse de Landover, 2009 ((en) A Princess of Landover, 2009)

## Chronologie
Les dates s'inscrivent dans la chronologie diégétique et non dans le calendrier de publication.
- 1984[1] : Mort d'Annie, première épouse de Ben Holiday.
- Automne 1986[2] : Ben Holiday achète Landover (Voir Royaume magique à vendre !).
- Hiver 1987[3] : Une mystérieuse licorne noire entre dans le royaume de Landover (Voir La Licorne noire).
- Eté 1988[4] : L'enchanteur royal Questor Thews téléporte par erreur le scribe Abernathy sur terre (Voir Le Sceptre et le Sort).
- Hiver 1988[5] : Le magicien malchanceux Horris Kew revient à Landover et provoque de nombreuses catastrophes (Voir La Boîte à malice). Naissance de Mistaya, fille du roi Ben et de son épouse Salicia.
- Printemps 1991[6] : La sorcière Nocturna met en place un piège pour éliminer le roi Ben Holiday (Voir Le Brouet des sorcières).
- Hiver 1996[7] : Renvoyée du pensionnat de Carrington, la princesse Mistaya se voit condamnée par son père à restaurer la bibliothèque royale de Libiris. Refusant cette punition, la princesse fugue en compagnie des gnomes cavernicoles Poggwidd et Shoopdiesel à Elderew chez son grand-père, le Maître des eaux (Voir Princesse de Landover).

## Personnages

### Personnages principaux
- Abernathy, scribe royal.
- Ben Holiday, avocat et... roi de Landover.
- Ciboule, kobold messager royal.
- Craswell Crabbit, enchanteur responsable de Libiris.
- Edgewood Dirk, chat prismatique.
- Elisabeth Marshall, fille du gardien du château de Graum Wythe.
- Filip et Sott, gnomes cavernicoles.
- Horris Kew, gourou et ancien magicien de Landover.
- Mistaya, fille de Ben Holiday et de Salica. Princesse de Landover.
- Navet, kobold cuisinier royal.
- Nocturna, sorcière maléfique qui règne sur le Gouffre Noir.
- Poggwydd et Shoopdiesel, gnomes cavernicoles amis de Mistaya.
- Questor Thews, enchanteur royal.
- Rufus Pinch, superviseur à Libiris.
- Salica, sylphide seconde épouse de Ben Holiday.
- Strabo, le dernier des dragons de Landover.
- Thomlinson, troisième fils de Kallendbor documentaliste à Libiris.

### Personnages secondaires
- Annie Holiday, première épouse de Ben Holiday. Décédée.
- Gaïéra, élémentaire de la terre. Protectrice de Salica et de sa fille.
- Le Gorse, démon.
- Kallendbor, le plus puissant des barons de Vertemotte. Seigneur de Rhyndweir.
- Laphroig, fils cadet de Kallendbor.
- Le Maître des eaux, père de Salica et seigneur de la contrée des lacs.
- La Marque d'Acier, chef des démons des enfers.
- Meeks, demi-frère de Questor. Ancien enchanteur royal et précepteur de Michel.
- Michel Ard Rhi, fils de l'ancien roi, ancien prince royal de Landover parti chercher fortune sur Terre.
- Miles Bennett, avocat, associé de Ben Holiday.
- Le Paladin, champion mystérieux du roi de Landover.
- Strehan, baron de Vertemotte rival de Kallendbor.